# Semiramis, die Kurtisane von Babylon
Semiramis, die Kurtisane von Babylon (Originaltitel: La cortigiana di Babilonia)  ist ein italienischer Monumentalfilm aus dem Jahr 1954 über das Leben der babylonischen Königin Semiramis. Die gleichnamige Hauptrolle spielte Rhonda Fleming. Regie führte Carlo Ludovico Bragaglia.

## Handlung
In den letzten Jahren des 8. Jahrhunderts vor Christus wird Babylonien von seinem Rivalen Assyrien unterworfen. Als der letzte Widerstand gebrochen ist, ruft der assyrische Eroberer Assur die mit Babylonien verbündeten Stämme zu sich nach Babylon, damit sie vor ihm das Knie beugen. Auch Fürst Amal von den Chaldäern begibt sich nach Babylon, um Assur Gefolgschaft zu leisten. Als jedoch einer seiner Männer von assyrischen Soldaten getötet wird, verweigert Amal seine Unterwerfung gegenüber dem brüskierten Assur und verlässt den Hof. Um zu verhindern, dass Amals Verhalten Schule macht, werden er und seine Männer in einen Hinterhalt der Assyrer gelockt. Es folgt ein Massaker, bei dem Amal zwar entkommen kann, jedoch durch eine Pfeil verwundet wird. Am Fluss wird er von der allein lebenden schönen Ziegenhirtin Semiramis gefunden, die ihn gesundpflegt und vor den Assyrern versteckt. Die beiden verlieben sich ineinander. Nach seiner Genesung plant Amal, mit Semiramis zu seinem Stamm zurückzukehren.
Die Assyrer entdecken, dass Semiramis sie über Amals Verbleib belogen hat. Zwar finden sie den Gesuchten nicht, entführen jedoch Semiramis nach Babylon als Sklavin. Zunächst landet sie im Kerker, wo sie von Assurs Vetter Sybaris zusammen mit anderen Sklavenmädchen als Tänzerinnen für ein Fest für die Göttin Ištar ausgewählt wird. In Vorbereitung auf das Fest wird Semiramis in Assurs Palast gebracht, wo sie auch dessen Favouritin Lydia kennenlernt. Auf dem Fest hinterlässt Semiramis als Tanzsklavin bleibenden Eindruck bei König Assur.
Amal, der Semiramis nach Babylon gefolgt ist, kann in den Palast eindringen und mit ihr sprechen, bevor er entdeckt und zur Flucht gezwungen wird. Sybaris, Assurs Vetter, wird jedoch Zeuge des Vorfalls und beschließt Semiramis Liebe zu Amal für seine Pläne zu nutzen. Er lässt ihn der Stadt aufspüren und gefangen nehmen. Um Amals Leben zu retten, folgt Semiramis den Anweisungen von Syrabis und lässt ihren Widerstand gegenüber König Assur fallen. Sie heiratet Assur, während Amal als Sklave in einem Steinbruch verschleppt wird.
Nachdem Semiramis Königin geworden ist, lässt Syrabis den König vergiften und präsentiert dessen Gattin als Verantwortliche für den Mord. Lydia wird Zeugin des Geschehens und flieht aus dme Palast, wird dabei jedoch von einem Pfeil tödlich verwundet. Sie heiratet zu Amal und kann ihm vor ihrem Tod von Sybaris Plan erzählen. Amal und seine Männer überwältigen ihre Wachen und begeben sich nach Babylon. Als am nächsten Tag Semiramis auf dem Scheiterhaufen verbrannt werden soll, gelingt es Amal sie zu retten und Sybaris zu töten. Semiramis verbleibt als Königin auf dem Thron von Babylon.

## Kritiken
„Schauprächtiges, Blutiges und Gefühlvolles vom Hof der sagenhaften Königin von Babylon (8. Jahrhundert vor Christus). Ein im Rahmen seines Genres handwerklich sauber und unterhaltsam inszenierter Monumentalfilm.“ – Lexikon des internationalen Films